# ラフ (たむらぱんの曲)
「ラフ」は、日本の歌手たむらぱんの6枚目のシングルである。2010年10月20日発売。発売元は日本コロムビア。

## 概要
- 通常盤と初回限定盤の二種リリース。初回限定盤には「ラフ」のビデオクリップを収録したDVD付き。なお初回限定盤ジャケットを左、通常盤を右に並べると1枚の絵になる仕組みとなっている。
- 今作で初のオリコントップ30入り。
- PV監督は島田大介。

## 収録曲

### CD
1. ラフ[4:17]
作詞・作曲・編曲：田村歩美
2. ズンダ[4:44]
作詞・作曲・編曲：田村歩美
3. 伝心棒[3:58]
作詞・作曲・編曲：田村歩美

### DVD(初回限定盤のみ)
1. ラフ (Extra Movie)
2. ラフ (Music Video)

## 収録アルバム
- オリジナル『ナクナイ』（2010年12月15日）

## タイアップ
- 「ラフ」：TBS系「日立 世界・ふしぎ発見!」エンディングテーマ
- 「ズンダ」：tvK「saku saku」オープニングテーマ